# Gabriela Prioli
Gabriela Prioli Della Vedova (São Paulo, 21 de janeiro de 1986), é uma advogada criminalista, professora universitária, influenciadora digital, comentarista política e apresentadora de TV brasileira que ficou conhecida nacionalmente por ter integrado o quadro "O Grande Debate", do telejornal CNN Novo Dia, da rede CNN Brasil, atuando como comentarista política. Integrou o time de apresentadores do programa CNN Tonight. E apresentava o programa À Prioli até deixar a CNN em 24 de janeiro de 2023 e e migrar para o GNT, onde apresentou o Saia Justa e em 2024, estreou o programa Sábia Ignorância.

## Carreira

### Direito
Gabriela Prioli obteve o grau de bacharela em Direito pela Universidade Presbiteriana Mackenzie, com passagem pela Universidade do Porto (2010). Conquistou o título de Mestra em Direito Penal pela Faculdade de Direito da Universidade de São Paulo (2014), foi sócia de um escritório de advocacia (2012–2017) e atua desde 2016 como Professora Convidada no curso de Pós-Graduação em Direito e Processo Penal da Universidade Presbiteriana Mackenzie.

### Televisão
Gabriela começou a carreira televisiva em 2017, graças ao então diretor de gestão de jornalismo da RecordTV Leandro Cipoloni; ele a conheceu após ler a dissertação “A influência da repressão penal sobre o usuário de crack na busca por tratamento”, que ela defendeu no mestrado em direito penal na Universidade de São Paulo, e então a convidou para participar de diversos debates em programas da Record. Ela chegou a fazer um teste para suceder o comentarista Renato Lombardi no programa Balanço Geral SP, porém a Record acabou não a contratando. Em março de 2020, Prioli passou a atuar como comentarista política, primeiramente ao lado de Caio Coppolla e, em seguida, de Tomé Abduch com intervenções de Reinaldo Gottino no quadro "O Grande Debate", do telejornal CNN Novo Dia da CNN Brasil.

#### Anúncio de saída doCNN Novo Dia
Em 29 de março, após cerca de 15 dias no CNN Novo Dia, Prioli anunciou que passaria a compartilhar suas análises apenas em suas redes sociais, indicando sua saída do programa. Na declaração, Prioli falou sobre se sentir constrangida em determinadas situações: "Não consigo atingir o meu objetivo se for constrangida e não posso seguir participando do debate sem que a convicção sobre a gravidade do constrangimento não seja só minha, mas de todos os envolvidos, na frente e atrás das câmeras". No dia 24 de fevereiro, durante um debate sobre a decisão de Jair Bolsonaro de voltar atrás e suspender o trecho da medida provisória que previa a suspensão dos contratos trabalhistas por até quatro meses, Tomé Abduch interrompeu a companheira de emissora seguidas vezes. No dia 27, Prioli foi interrompida por Reinaldo Gottino, responsável por mediar o debate. O tema em questão era sobre a Justiça autorizar a prisão domiciliar de Eduardo Cunha.
Em nota, a CNN Brasil disse que Gottino "excedeu a postura de mediador" e que decidiria o futuro de Prioli na emissora nos dias seguintes. No primeiro dia sem Prioli, a CNN Brasil registrou o seu recorde negativo no Ibope. No dia 30 de março de 2020, o canal de notícias teve o pior desempenho na média diária e fechou apenas em 23º lugar no ranking da TV paga nacional, que considera também o ibope das emissoras de TV aberta entre os assinantes. Após a suposta saída da CNN, Prioli teria recebido sondagens de GloboNews, Band e Jovem Pan.
Em uma demonstração de solidariedade, mais de 300 advogadas e advogados assinaram um manifesto em apoio a Prioli. Liderado pela advogada criminalista Claudia Bernasconi, o grupo divulgou uma nota repudiando a atitude dos colegas de bancada e da CNN Brasil que causaram a saída dela do programa:
Gabriela sempre manteve sua postura comprometida argumentando com base em dados. Infelizmente, os dois debatedores escolhidos para o quadro não apresentaram os mesmos predicados. Nem sequer o intermediador cumpriu esse papel: não só não evitou que o outro debatedor interrompesse sua fala como, ainda, passou a ser protagonista das interrupcões
(..)
Me impressionou a emissora, a CNN, não cobrar do debatedor [Tomé Abduch] que tivesse conhecimento técnico ou aprofundado. Ele chegava com as frases feitas, como se tivesse tirado de grupo de WhatsApp da família. Não havia uma pessoa que jogava no mesmo nível que ela (...) Quanto mais ela foi fazendo sucesso, mais eles foram querendo tirar o espaço dela, que estava aparecendo mais do que todo mundo. É como se estivessem dizendo: 'Ah, você não vai fazer mais sucesso do que eu.'"
Após a repercussão do anúncio de sua saída do programa, a CNN Brasil anunciou que Prioli passaria a ser comentarista na programação no horário nobre do canal. Enquanto isso, o quadro O Grande Debate dentro do CNN Novo Dia passou a ter novos debatedores, os advogados Gisele Soares e Thiago Anastácio. Em 18 de abril de 2020, estreou no especial O Mundo Pós-Pandemia, alcançando a liderança entre os canais de notícias da TV paga e derrotando a GloboNews. Além disso, Gabriela Prioli já fez participações em telejornais para discutir questões relacionadas ao crack.
Em 23 de junho, a CNN Brasil anunciou a criação do talk-show CNN Tonight com a apresentação de Prioli juntamente da jornalista Mari Palma (também da CNN) e do historiador Leandro Karnal.

### Outros trabalhos
Gabriela é produtora e roteirista de video, tendo escrito os roteiros dos videoclipes "FLY" e "Brisa", da dupla de DJs JetLag. Além disso, ela também atua como YouTuber; sendo que, a partir de abril de 2020, seus trabalhos na plataforma do Youtube passaram a ser administrados pela Play9, empresa de Felipe Neto. Em outubro de 2020 Gabriela Prioli coloca espaço para colunistas em seu canal do YouTube, a primeira entrar foi Maytê Carvalho, onde fala sobre discurso.
Em 20 de junho de 2020, a Folha de S.Paulo anunciou a estreia de Gabriela Prioli como colunista do jornal.

## Vida pessoal
Gabriela é filha da fonoaudióloga Marta Prioli e do contador Francisco Della Vedova, que faleceu em um acidente de carro quando Gabriela tinha seis anos de idade. Tem um irmão mais novo, Rafael. É prima de Andressa Guaraná, garota do tempo e chefe de redação do jornalismo da Rede Bandeirantes.
Namora com o DJ Thiago Mansur, integrante da dupla de música eletrônica JetLag. Ele e Gabriela se conheceram numa academia esportiva e vivem juntos desde 2016. Em 2022, o casal anunciou o nascimento de sua primeira filha.
Quando criança, Gabriela estudou no Colégio Campos Salles, uma instituição de ensino particular de alto padrão, graças a uma bolsa de estudos integral. Prestou vestibular para os cursos de Jornalismo e Direito, tendo optado por este último. Apesar de ser especialista em política de drogas e ativista pela descriminalização do uso e porte de drogas, Gabriela relata nunca ter experimentado drogas ilícitas. É ativista feminista e defende a causa LGBT.
Antes de atingir a fama através da TV, Gabriela Prioli que soma milhares de seguidores em suas redes sociais, já atuava na internet como formadora de opinião sobre assuntos relacionados a política e a sociedade. Amiga de vários famosos, dentre as quais a cantora Anitta.
Em entrevista à revista TPM, quando perguntado se a advogada tinha posicionamento político de direita ou de esquerda, ela afirmou ser "complicado definir se eu sou de direita, de esquerda, de centro-direita, centro-esquerda ou centro". Concluiu a resposta dizendo que prefere o diálogo.

## Filmografia

### Televisão
| Ano       | Título            | Personagem    | Notas                  | Ref.   |
| --------- | ----------------- | ------------- | ---------------------- | ------ |
| 2020      | CNN Novo Dia      | Comentarista  | O Grande Debate        | [ 35 ] |
| 2020      | CNN Tonight       | Apresentadora | Temporada 1            | [ 36 ] |
| 2021–2023 | À Prioli          | Apresentadora |                        | [ 37 ] |
| 2023      | Saia Justa        | Apresentadora |                        | [ 38 ] |
| 2024      | Dança dos Famosos | Participante  | Temporada 21           | [ 39 ] |
| 2024      | Sábia Ignorância  | Apresentadora |                        | [ 40 ] |
| 2025      | Vale Tudo         | Ela mesma     | Episódio: "3 de abril" |        |

## Prêmios e indicações
| Ano  | Prêmio                          | Categoria                                       | Resultado | Ref.   |
| ---- | ------------------------------- | ----------------------------------------------- | --------- | ------ |
| 2020 | MTV Millennial Awards           | Falou Tudo                                      | Indicada  | [ 41 ] |
| 2020 | Prêmio Influenciadores Digitais | Economia, Política e Atualidades (Voto técnico) | Venceu    | [ 42 ] |
| 2020 | Prêmio Influenciadores Digitais | Economia, Política e Atualidades (Voto popular) | Venceu    | [ 42 ] |
| 2020 | Prêmio iBest                    | Política e Cidadania (Júri da Academia iBest)   | Top 3     | [ 43 ] |
| 2020 | Prêmio iBest                    | Política e Cidadania (Júri popular)             | Top 3     | [ 43 ] |